# Хойзенштамм
Хойзенштамм (нем. Heusenstamm) — город в Германии, в земле Гессен. Подчиняется административному округу Дармштадт. Входит в состав района Оффенбах.  Население составляет 18199 человек (на 31 декабря 2010 года). Занимает площадь 19,03 км². Официальный код — 06 4 38 005.
Город подразделяется на 2 городских округа.